# Itapejara d’Oeste
Itapejara d’Oeste ist ein brasilianisches Munizip im Südwesten des Bundesstaats Paraná. Es hat 12.344 Einwohner (2022), die sich Itapejarenser nennen. Seine Fläche beträgt 254 km². Es liegt 523 Meter über dem Meeresspiegel.

## Etymologie
Im Jahr 1937 entstand ein kleines Dorf, das zunächst Lajeado dos Guedes genannt wurde. 1950 erhielt der Weiler den neuen Namen Chá de Gralha. Schon im Jahr darauf wurde er in Tapejara geändert.
Nachdem aber schon ein anderer Ort Tapejara in Paraná existierte, wurde der neue Distrikt 1951 in Itapejara umbenannt. Der Tupi-Guarani-Begriff bedeutet Weg aus Stein auf der Höhe. Bei der Erhebung zum Munizip wurde der Zusatz d’Oeste (deutsch: West-) hinzugefügt.

## Geschichte

### Besiedlung
Im Jahr 1937 entstand in der noch unerforschten Region eine neue Siedlung, die sich aber erst in den 1950er und 1960er Jahren richtig entwickelte.
Die Siedlung lag im Distrikt Coxilha Rica, der damals schon weiter entwickelt war und nur deshalb nicht zum Sitz der neuen Gemeinde wurde, weil der Landeigentümer zu hohe Preisvorstellungen hatte. Sie zog immer mehr Einwanderer an, die vor allem aus den Bundesstaaten Santa Catarina und Rio Grande do Sul kamen. Dies spiegelt sich bis heute in der Kultur der Stadt wider.
Im Laufe der Zeit machte das Dorf große Fortschritte und wurde seinem damaligen Beinamen Hauptstadt des Fortschritts gerecht.

### Erhebung zum Munizip
Itapejara d’Oeste wurde durch das Staatsgesetz Nr. 4859 vom 28. April 1964 aus Pato Branco und Francisco Beltrão ausgegliedert und in den Rang eines Munizips erhoben. Es wurde am 14. Dezember 1964 als Munizip installiert.

## Geografie

### Fläche und Lage
Itapejara d’Oeste liegt auf dem Terceiro Planalto Paranaense (der Dritten oder Guarapuava-Hochebene von Paraná). Seine Fläche beträgt 254 km². Es liegt auf einer Höhe von 523 Metern.

### Vegetation
Das Biom von Itapejara d’Oeste ist Mata Atlântica.

### Klima
Das Klima ist gemäßigt warm. Es werden hohe Niederschlagsmengen verzeichnet (1780 mm pro Jahr). Im Jahresdurchschnitt liegt die Temperatur bei 19,7 °C. Die Klimaklassifikation nach Köppen und Geiger lautet Cfa.

### Gewässer
Itapejara d’Oeste liegt im Einzugsgebiet des Iguaçu. Der Rio Santana, der zum Rio Chopim fließt, bildet zusammen mit seinem rechten Nebenfluss Rio Marrecas die nördliche und westliche Grenze des Munizips. Der Rio Vitorino durchfließt das Munizip von Süd nach Nord bis zu seiner Mündung in den Chopim, der das Munizip im Osten und Norden begrenzt.

### Straßen
Itapejara d’Oeste ist über die PR-566 mit Francisco Beltrão im Südosten und mit São João im Nordosten verbunden.

### Nachbarmunizipien
| Verê              |                                             | São João       |
|                   | Kompassrose, die auf Nachbargemeinden zeigt | Coronel Vivida |
| Francisco Beltrão | Bom Sucesso do Sul                          | Pato Branco    |

## Stadtverwaltung
Bürgermeister: Vilmar Schmoller, PSC (2021–2024)
Vizebürgermeister: Marcio o Barbeiro, Patriota (2021–2024)

## Demografie

### Bevölkerungsentwicklung
| Jahr | Einwohner | Stadt | Land |
| ---- | --------- | ----- | ---- |
| 1970 | 10.075    | 21 %  | 79 % |
| 1980 | 10.110    | 30 %  | 70 % |
| 1991 | 9.045     | 43 %  | 57 % |
| 2000 | 9.162     | 54 %  | 46 % |
| 2010 | 10.531    | 66 %  | 34 % |
| 2022 | 12.344    |       |      |

Quelle: IBGE (2011) und Volkszählung 2022

### Ethnische Zusammensetzung
| Gruppe * | 1991    | 2000    | 2010    | wer sich als …                                                                   |
| --- | ------- | ------- | ------- | -------------------------------------------------------------------------------- |
| Weiße | 86,1 %  | 83,6 %  | 80,0 %  | weiß bezeichnet                                                                  |
| Schwarze | 0,6 %   | 1,9 %   | 2,9 %   | schwarz bezeichnet                                                               |
| Gelbe | 0,0 %   | 0,0 %   | 0,3 %   | von fernöstlicher Herkunft wie japanisch, chinesisch, koreanisch etc. bezeichnet |
| Braune | 13,3 %  | 14,1 %  | 16,4 %  | braun oder als Mischung aus mehreren Gruppen bezeichnet                          |
| Indigene | 0,1 %   | 0,2 %   | 0,3 %   | Ureinwohner oder Indio bezeichnet                                                |
| ohne Angabe | 0,0 %   | 0,2 %   | 0,0 %   |                                                                                  |
| Gesamt | 100,0 % | 100,0 % | 100,0 % |                                                                                  |
| *) Das IBGE verwendet für Volkszählungen ausschließlich diese fünf Gruppen. Es verzichtet bewusst auf Erläuterungen. Die Zugehörigkeit wird vom Einwohner selbst festgelegt. |         |         |         |                                                                                  |

Quelle: IBGE (Stand: 1991, 2000 und 2010)

## Wirtschaft

### Kennzahlen
Mit einem Bruttoinlandsprodukt pro Einwohner von 44.647,56 R$ bzw. rund 9.900 € lag Itapejara d'Oeste 2019 auf dem 49. Platz der 399 Munizipien Paranás.
Sein hoher Index der menschlichen Entwicklung von 0,731 (2010) setzte es auf den 78. Platz der paranaischen Munizipien.